# Cozola dolichoptera
Cozola dolichoptera är en fjärilsart som beskrevs av Collenette 1947. Cozola dolichoptera ingår i släktet Cozola och familjen tofsspinnare. Inga underarter finns listade i Catalogue of Life.